# Paese
Paese is een gemeente in de Italiaanse provincie Treviso (regio Veneto) en telt 19.898 inwoners (31-12-2004). De oppervlakte bedraagt 38,0 km², de bevolkingsdichtheid is 524 inwoners per km².
De volgende frazione maakt deel uit van de gemeente: Postioma.

## Demografie
Paese telt ongeveer 7197 huishoudens. Het aantal inwoners steeg in de periode 1991-2001 met 16,2% volgens cijfers uit de tienjaarlijkse volkstellingen van ISTAT.
| Jaar | Inwoneraantal |
| ---- | ------------- |
| 1991 | 15.845        |
| 2001 | 18.407        |

## Geografie
Paese grenst aan de volgende gemeenten: Istrana, Morgano, Ponzano Veneto, Quinto di Treviso, Trevignano, Treviso en Volpago del Montello.

## Geboren
- Nicolò Pozzebon (1997), voetballer